# 오페고르

오페고르의 위치

오페고르(노르웨이어: Oppegård)는 노르웨이 아케르스후스주의 도시로 면적은 37km2, 인구는 23,964명(2008년 기준), 인구 밀도는 681명/km2이다.

시 문장

## 자매 도시
- 덴마크 흐비도우레시
- 스웨덴 솔렌투나시
- 핀란드 투술라